# الجوهرة (فلم تلفزيوني)
الجوهرة سهرة تلفزيونية طويلة من إخراج السوري مظهر الحكيم أنتجت عام 1992

## قصة العمل
عائلة مكونة من أب وأم وأبناؤهم بسام الأب يعمل مدرسا للغة الإنجليزية يغرم بطالبته فادية الفتاة المطلقة والتي عانت من زوجها السابق وتواجه العائلة مشاكل عائلية وتمرض الأم مفيدة وتنتهي بترك بسام لفادية وعودته لزوجته وعائلته 

## الممثلون
- سليم كلاس (الأستاذ بسام)
- نجاح حفيظ (مفيدة)
- نورمان أسعد (هادية)
- فراس إبراهيم (هادي)
- سعد الدين بقدونس (أبو فادية)
- وفاء بشور (أم فادية)
- أماني الحكيم (فادية)
- محمد خرماشو (الطبيب)
- رأفت بازو (طليق فادية)

## وصلات خارجية
- الجوهرة على موقع قاعدة بيانات الأفلام العربية